# Радіаційний захист
Радіаційний захист (також радіологічний захист) — визначається Міжнародним агентством з атомної енергії (МАГАТЕ) як:
|  | «Захист людей від шкідливого впливу іонізуючого випромінювання та засоби для досягнення цього». |

Зараження може бути спричинене зовнішнім джерелом випромінювання, що знаходиться за межами людського тіла, або відбуватися внаслідок внутрішнього опромінення, спричиненого потраплянням в організм радіоактивного забруднення.
Іонізуюче випромінювання широко використовують у промисловості та медицині та може становити значну загрозу здоров'ю, завдаючи мікроскопічних пошкоджень живій тканині. Існує дві основні категорії впливу іонізуючого випромінювання на здоров'я. У великих дозах воно може спричинити «тканинні» ефекти, які також називають «детермінованими» ефектами через певність, що вони відбудуться. Вимірюється в греях та призводить до променевої хвороби. При низькому рівні опромінення можливі статистично підвищені ризики радіоіндукованого раку. Ефекти від низьких доз називаються «стохастичними» через невизначеність їх виникнення. Зазвичай вимірюється у зівертах.

Фундаментальним для радіаційного захисту є уникнення або зменшення дози за допомогою простих захисних заходів часу, відстані та екранування. Тривалість впливу повинна бути обмежена до мінімальної, відстань від джерела випромінювання повинна бути максимальною, а джерело випромінювання — екранованим, коле це можливо. Для вимірювання особистого поглинання дози при професійному чи аварійному впливі, для зовнішнього випромінювання використовують особисті дозиметри, а для внутрішньої дози через потрапляння радіоактивного забруднення застосовуються методи біопроби.

## Види захисту від іонізуючого випромінювання
- фізичний: застосування різних екранів, матеріалів, що поглинають випромінювання тощо
- біологічний: є комплексом репаруючих ензимів тощо